# Wyndol Gray
Wyndol Woodrow Gray (Hanceville, 20 marzo 1922 – Toledo, 30 gennaio 1994) è stato un cestista statunitense, professionista nella BAA e nella NBL.